# Die Behandlung
Die Behandlung ist ein belgischer Kriminalfilm des Regisseurs Hans Herbots aus dem Jahr 2014. Der Film basiert auf dem gleichnamigen Roman der englischen Schriftstellerin Mo Hayder.

## Handlung
Der belgische Hauptinspektor Nick Cafmeyer leidet darunter, dass sein Bruder Bjorn von einem pädophilen Täter entführt wurde, als beide noch Kinder waren. Nun kommt er in ein Haus, in dem eine Familie drei Tage lang gefangen gehalten wurde. Die Eltern Alex und Cindy Simons überlebten, doch ihr neunjähriger Sohn Robin ist verschwunden und wurde wahrscheinlich vom Täter entführt. Eine rote, mit Urin vermischte Schrift an der Wand weist auf weibliche Toxine hin.
Nick befragt Frau Simons, die während der Gefangenschaft das Blitzlicht einer Kamera gesehen hat. Als er das Haus verlassen will, spricht ein kleines Mädchen von einem Troll im Baum. In einem Neubaugebiet besucht Nick die Familie Vankerkhove, die als erste dort wohnt. Mutter Steffi vermisst Milch und Sohn Joff redet ebenfalls vom Troll. Nicks Kollegin Iris Kryotos findet einen Artikel über Prolaktin und er bittet sie, in den Akten nach dem Stichwort Troll zu suchen. Seine Kollegin Danni Petit äußert sich besorgt angesichts von Nicks Vergangenheit. Gemeinsam versuchen sie, Alex Simons im Krankenhaus zu befragen, bekommen aber keine brauchbaren Informationen.
Zuhause liest Nick einen Brief von Ivan Plettinckx, der vor 25 Jahren als Hauptverdächtiger in Bjorns Fall galt. Bei einer erneuten Durchsuchung des Parks mit Spürhunden entdeckt Nick Robins Leiche in einem Baum. Bei der rechtsmedizinischen Untersuchung werden eine Bisswunde am Rücken des Kindes und Spuren sexuellen Missbrauchs gefunden. Während Nicks Geburtstagsparty am Abend sieht er Plettinckx in seinem Garten stehen, wo er ihn terrorisiert und er glaubt, dass der damalige Verdächtige auch irgendwie in Verbindung zu Robins Fall steht. Iris teilt ihm mit, dass Robin zwei Tage lang im Baum lag und verdurstete. Außerdem hat sie mit dem Stichwort Troll einen alten Fall aus den 90er Jahren gefunden. Nick spricht mit dem damaligen Ermittler, der ihm Fotos zeigt. Ein anonymer Anrufer meinte damals, dass das Kind auf den Fotos sein Sohn sei und der „Troll“ es getan habe.
Nick dringt in Plettinckx' Haus ein und erfährt, dass dieser an unheilbarem Lungenkrebs leidet. Wenig später findet er ihn mit einem Strick um den Hals. Bevor Nick dem Verdächtigen weitere Informationen entlocken kann, erhängt dieser sich. Als die Familie Vankerkhove zu einem Ausflug aufbrechen will, bricht Steffi zusammen und ist kurz darauf mit Handschellen gefesselt. Mithilfe einer Schatzkarte, die ihm anonym übermittelt wurde, findet Nick nahe der Bahnstrecke, an der Bjorn verschwand, eine Metallkiste mit Videokassetten. Zuhause sieht er sich die Videos an. Sie zeigen, wie Bjorn sexuell misshandelt wurde. Nick entdeckt ein Tattoo auf der Schulter einer Frau und ein Autokennzeichen. Das Kennzeichen führt ihn zum bereits gestorbenen Pädophilen Ronny Lammers und seiner Frau Nancy. Er fährt zu der Frau, die sich widerspenstig aufführt, aber Plettinckx zu kennen scheint. Die Bisswunde auf Robins Leiche gehört laut Danni zu einem Mann.
Die Zeugin Bela Nercessian verrät, dass Alex Simons Armenier ist und eigentlich Alerian Simonian heißt. Er war zwei Jahre wegen sexueller Belästigung einer Minderjährigen im Gefängnis. Vor dem Haus der Familie Simons spricht ein Mann Nick an, der sich als Robins Schwimmlehrer vorstellt und berichtet, dass die Kinder von einem Troll reden würden, der Mauern hochklettert. Hinter dem Haus findet Nick Alex Simons und bringt ihn ins Labor, doch Alex wehrt sich gegen den Zahnabdruck. Laut Labor stammt das Sperma auf Robins Leiche jedoch von ihm. Nancy hält währenddessen Bjorn gefangen. Sie bietet Nick weitere Informationen an, allerdings nur gegen 3000 Euro. Doch während er das Geld holt, stellt Danni über das Tattoo aus dem Video die Verbindung zu Nancy her und nimmt sie fest. Nach Nancy fahndete die Polizei schon lange.
Die Labormitarbeiterin, die den Gebissabdruck von Alex Simons genommen hat, stellt fest, dass der Abdruck nicht zum Biss auf Robins Leiche passt. Der wirkliche Täter ist also noch frei. Auf einem Dachboden entdeckt Nick sein Versteck und eine Kletterausrüstung. Diese führt zum Schwimmlehrer Chris Gommaer, der ein Kontaktverbot bezüglich seines Sohnes hat. Nick zeigt Gommaer die Fotos aus dem alten Fall, auf dem dieser mit seinem Sohn zu sehen ist. Gommaer gibt an, vom Troll gezwungen worden zu sein. Nick und Danni konfrontieren Alex Simons mit den neuen Informationen und es stellt sich heraus, dass es bei der Familie genauso zuging.
Nick denkt über den Uringeruch im Haus der Familie Simons nach. Gommaer verrät, dass der Täter impotent ist und vorher eine Polizistin aufgeschlitzt hat. Die immer noch gefesselte Steffi Vankerkhove hat ein Loch in den Boden gekratzt und sieht nun im Stockwerk unter sich ihren Mann Hans und den Sohn Joff ebenfalls gefesselt. Durch den Hinweis auf die ermordete Polizistin findet Iris den Namen des Täters Roland Claeren. In dessen Haus finden Nick und Danni Dokumente mit Hinweisen auf Prolaktin und weibliche Hormone als Auslöser für Impotenz. Der Täter führt seine eigene spezielle Behandlung durch. Außerdem finden die Ermittler Fotos der Verbrechen und viele Behälter mit Urin.
Ein neues Foto zeigt ihnen, dass es neue Opfer gibt. Nick fragt bei Alex Simons nach, der über Urin und verschwundene Milchflaschen spricht. Dadurch erinnert sich Nick an Familie Vankerkhove. In deren Haus will Claeren gerade mit Joff fliehen, der auch eine Bisswunde am Rücken hat. Claeren entkommt zunächst ohne das Kind, doch Nick holt ihn ein und prügelt auf ihn ein, bis Danni seine Wut stoppt.
Am Ende übergibt Nick seiner Kollegin die Videokassetten als Beweismaterial gegen Nancy Lammers und kündigt an, das Haus zu verkaufen. Doch Bjorn bleibt gefangen.

## Kritik
Der Rezensent von cinema.de beschreibt den Film als „dicht inszenierte[n] Thriller“, der „aber mit gleich zwei diabolischen Tätern überfrachtet“ sei. Die Enthüllung des Täters wirke „völlig absurd“. Oliver Armknecht schreibt bei film-rezensionen.de als Fazit: „Ganz nachvollziehbar ist das Verhalten der Figuren zwar nicht immer, manche Fragen werden nicht geklärt. Trotzdem ist die kompetente Umsetzung des Mo-Hayder-Bestsellers spannend und nicht zuletzt aufgrund der perfiden Geschichte ein guter Tipp für alle Freunde von düsteren Thrillern.“ Thomas Repenning sieht in seiner Kritik bei moviebreak.de „ein böses, eindringliches, authentisches wie düsteres Alptraumkino, welches einen nicht so schnell loslässt.“ Er lobt auch die „tolle Inszenierung von Regisseur Hans Herbots“. Elmar Krekeler erwähnte die Dramaturgie und die optischen Effekte positiv, warnte die Leser bei Welt online jedoch vor der Ausstrahlung des Films im ZDF vor einigen Szenen: „Das ist schierer Voyeurismus. Das liefert Pädophilen Wichsvorlagen. Das hat mit Aufklärung nicht zu tun.“